# Alfred ve dvoře
Divadlo Alfred ve dvoře založil mim, režisér, choreograf, herec a pedagog Ctibor Turba v roce 1997 v Praze. Jedná se o experimentální divadlo nového typu, které nemá svůj vlastní herecký soubor ani stálý repertoár, své prostory propůjčuje (ad hoc) různým uměleckým souborům, které přesahují rámec běžného divadla zejména z oblasti nonverbálního, pohybového a vizuálního divadla, a poskytuje tak tvůrčí zázemí netradičním divadelním umělcům.
Divadlo sídlí v Praze 7 v ulici Františka Křížka 36 na okraji Holešovic (poblíž hranice Bubenče a Letné nedaleko od Veletržního paláce a Akademie výtvarných umění).

## Historie
V roce 1997 Divadlo mimů Alfred ve dvoře vybudoval mim, choreograf, režisér a pedagog prof. Ctibor Turba. Během dvou let jeho existence zde vzniklo 11 představení, která byla uvedena na mnoha zahraničních festivalech, v divadle hostovala řada zahraničních souborů. V březnu 2001 se prof. Ctibor Turba rozhodl vzdát uměleckého a organizačního vedení divadla a jeho prostor pronajal občanskému sdružení Motus.
Od listopadu 2001 divadlo provozuje Motus, původně občanské sdružení, od roku 2016 zapsaný spolek. V roce 2004 sdružení iniciovalo založení organizace Nová síť, které slouží k cirkulaci a výměně divadelních projektů. Od roku 2004 do roku 2008 byl Motus iniciátorem a hlavním organizátorem divadelního festivalu Malá inventura, který od roku 2009 organizuje sdružení Nová síť. Motus byl také jedním z původních organizátorů akce Den bez aut projektu Auto*Mat.
K umělcům, kteří zde vytvořili své projekty, patří skupina Stage Code, Nora Sopková, Adéla Stodolová, Barbora Látalová, Veronika Švábová, Halka Třešňáková, Ondřej Lipovský, Alena Dittrichová, Vojta Švejda, Ridina Ahmedová, Howard Lotker a divadlo HoME, Petr Lorenc a Městské divadlo Krepsko, Petr Krušelnický a Helene Kvint (Divadlo Antena) a mnoho dalších.

## Budova divadla
Autory budovy jsou akad. arch. Jindřich Smetana a Ing. arch. Tomáš Kulík. Stavba byla realizována v říjnu 1996 až březnu 1997. Divadlo Alfred ve dvoře je jedním z mála nově postavených divadel, která ve 20. století v Praze vznikla na zelené louce. Budova má charakter zahradního divadelního pavilonu. Koncept stupňovitě řazených portálů, propojených prosklenými pásy, vyjadřuje optimální geometrii vnitřního prostoru a také koresponduje s parkovou úpravou dvora. Alfred ve dvoře je jediné divadlo, jehož stavbu po roce 1989 podpořilo Hlavní město Praha a realizoval ji Metrostav a.s.